# Diocesi di Francistown
La diocesi di Francistown (in latino Dioecesis Francistaunensis) è una sede della Chiesa cattolica in Botswana suffraganea dell'arcidiocesi di Pretoria. Nel 2023 contava 31.100 battezzati su 1.306.000 abitanti. La sede è vacante.

## Territorio
La diocesi si estende su tutto il centro-nord del Botswana, comprendendo i 4 distretti settentrionali del Paese: Ghanzi, Centrale, Nordorientale e Nordoccidentale.
Sede vescovile è la città di Francistown, dove si trova la cattedrale di Nostra Signora del Deserto.
Il territorio si estende su 472.995 km² ed è suddiviso in 17 parrocchie.

## Storia
Il vicariato apostolico è stato eretto il 27 giugno 1998 con la bolla Ad aptius di papa Giovanni Paolo II, ricavandone il territorio dalla diocesi di Gaborone.
Il 5 giugno 2007 ha cambiato metropolia, passando dalla provincia ecclesiastica di Bloemfontein a quella di Pretoria.
Il 2 ottobre 2017 il vicariato apostolico è stato elevato a diocesi in forza della bolla Divino Domini di papa Francesco.

## Cronotassi dei vescovi
Si omettono i periodi di sede vacante non superiori ai 2 anni o non storicamente accertati.
- Franklyn Nubuasah, S.V.D. (27 giugno 1998 - 6 giugno 2019 nominato vescovo di Gaborone)
  - Sede vacante (2019-2021)
- Anthony Pascal Rebello, S.V.D. † (5 luglio 2021 - 4 maggio 2024 deceduto)
  - Gabriel Lionel Afagbegee, S.V.D., dal 22 maggio 2024 (amministratore apostolico)

## Statistiche
La diocesi nel 2023 su una popolazione di 1.306.000 persone contava 31.100 battezzati, corrispondenti al 2,4% del totale.
| anno | popolazione | popolazione | popolazione | presbiteri | presbiteri | presbiteri | presbiteri                | diaconi | religiosi | religiosi | parrocchie |
| anno | battezzati  | totale      | %           | numero     | secolari   | regolari   | battezzati per presbitero | diaconi | uomini    | donne     | parrocchie |
| ---- | ----------- | ----------- | ----------- | ---------- | ---------- | ---------- | ------------------------- | ------- | --------- | --------- | ---------- |
| 1999 | 17.262      | 704.780     | 2,4         | 15         | 1          | 14         | 1.150                     |         | 20        | 19        | 9          |
| 2000 | 17.506      | 703.802     | 2,5         | 17         | 3          | 14         | 1.029                     |         | 23        | 22        | 10         |
| 2001 | 17.294      | 701.507     | 2,5         | 19         | 3          | 16         | 910                       |         | 19        | 23        | 10         |
| 2002 | 17.544      | 705.774     | 2,5         | 20         | 8          | 12         | 877                       |         | 15        | 23        | 13         |
| 2003 | 17.896      | 801.729     | 2,2         | 22         | 8          | 14         | 813                       |         | 16        | 23        | 15         |
| 2004 | 20.316      | 831.204     | 2,4         | 25         | 10         | 15         | 812                       |         | 17        | 28        | 15         |
| 2007 | 20.692      | 847.000     | 2,4         | 29         | 15         | 14         | 713                       |         | 17        | 27        | 18         |
| 2010 | 19.094      | 847.000     | 2,2         | 31         | 13         | 18         | 616                       |         | 22        | 28        | 17         |
| 2014 | 16.456      | 920.631     | 1,8         | 23         | 11         | 12         | 715                       |         | 16        | 28        | 17         |
| 2017 | 25.600      | 1.199.000   | 2,1         | 22         | 10         | 12         | 1.163                     |         | 13        | 25        | 17         |
| 2019 | 26.500      | 1.240.280   | 2,1         | 25         | 12         | 13         | 1.060                     |         | 14        | 25        | 17         |
| 2021 | 30.600      | 1.282.730   | 2,4         | 29         | 13         | 16         | 1.055                     |         | 16        | 32        | 17         |
| 2023 | 31.100      | 1.306.000   | 2,4         | 29         | 13         | 16         | 1.072                     |         | 16        | 32        | 17         |